# 충린향

충린 향의 위치

충린향(한국어: 궁림향, 중국어: 芎林鄉, 병음: Qiōnglín Xiāng)은 중화민국 신주 현의 향이다. 넓이는 52.5046km2이고, 인구는 2015년 8월 기준으로 20,291명이다.

## 역사
충린 향은 개발되기 전에는 구궁수가 우거져 숲을 형성하고 있던 것에서 예전에는 구궁림(九芎林)으로 불렸다. 1775년, 광동인인 강승지, 류승고 등이 이곳에 이주한 것이 한족에 의한 개발의 시초이다. 1785년 전후가 되면서 다른 광동인, 복건인이 차례차례로 이주해 도광 초년에는 상당한 규모의 농지가 경작되기에 이르렀다.
행정구로서는 신죽현 죽참보 동상에 속해있었지만 일본의 통치가 시작되면서 다이호쿠 현 신치쿠 지청 지쿠호쿠 보, 신치쿠 주 지쿠토 군 규린 장으로 개칭되었다. 2차 대전 후 처음에는 신주 현 주둥 구 충린 향이 되었지만 1950년의 지방 제도 개혁으로 신주 현 충린 향으로 개칭되어 현재에 이르고 있다.

## 교통
- 국도 3호선